# Tribunal d'Apel·lació de Kenya
El Tribunal d'Apel·lació de Kenya (en anglès: Court of Appeal of Kenya) s'estableix en virtut de l'article 164 de la Constitució de Kenya i està integrat per un nombre de jutges no inferior a dotze ni superior a trenta. En 2020, estava compost per quinze jutges.
El tribunal s'ocupa de les apel·lacions que sorgeixen de les decisions del Tribunal Superior de Kenya, així com de qualsevol altra cort o tribunal segons el que s'estableix en la llei. Els jutges del Tribunal d'Apel·lació elegeixen a un president perquè els representi en la Comissió de Serveis Judicials.
El Tribunal d'Apel·lació està descentralitzat i està repartit en sis ciutats; Nairobi, Mombasa, Nyeri, Kisumu, Nakuru i Eldoret.

## Composició
La Constitució limita el nombre de jutges del Tribunal d'Apel·lació a 30. Cada cas és vist per un tribunal compost per un nombre imparell de jutges, amb un mínim de tres jutges. En la pràctica, no obstant això, gairebé tots els casos són atesos per un tribunal de tres jutges. Alguns casos excepcionals han estat atesos per cinc o set jutges.
El tribunal està presidit per un President del Tribunal d'Apel·lació que és triat pels jutges del Tribunal d'Apel·lació d'entre ells. L'actual president és el jutge William Ouko.

## Jurisdicció
El Tribunal d'Apel·lació és competent per a examinar les apel·lacions del Tribunal Superior i de qualsevol altre jutjat o tribunal, segons el que es disposa en una llei del Parlament. També és competent per a conèixer dels casos de desacatament al tribunal com a jurisdicció de primera instància.